# 蒲田駅

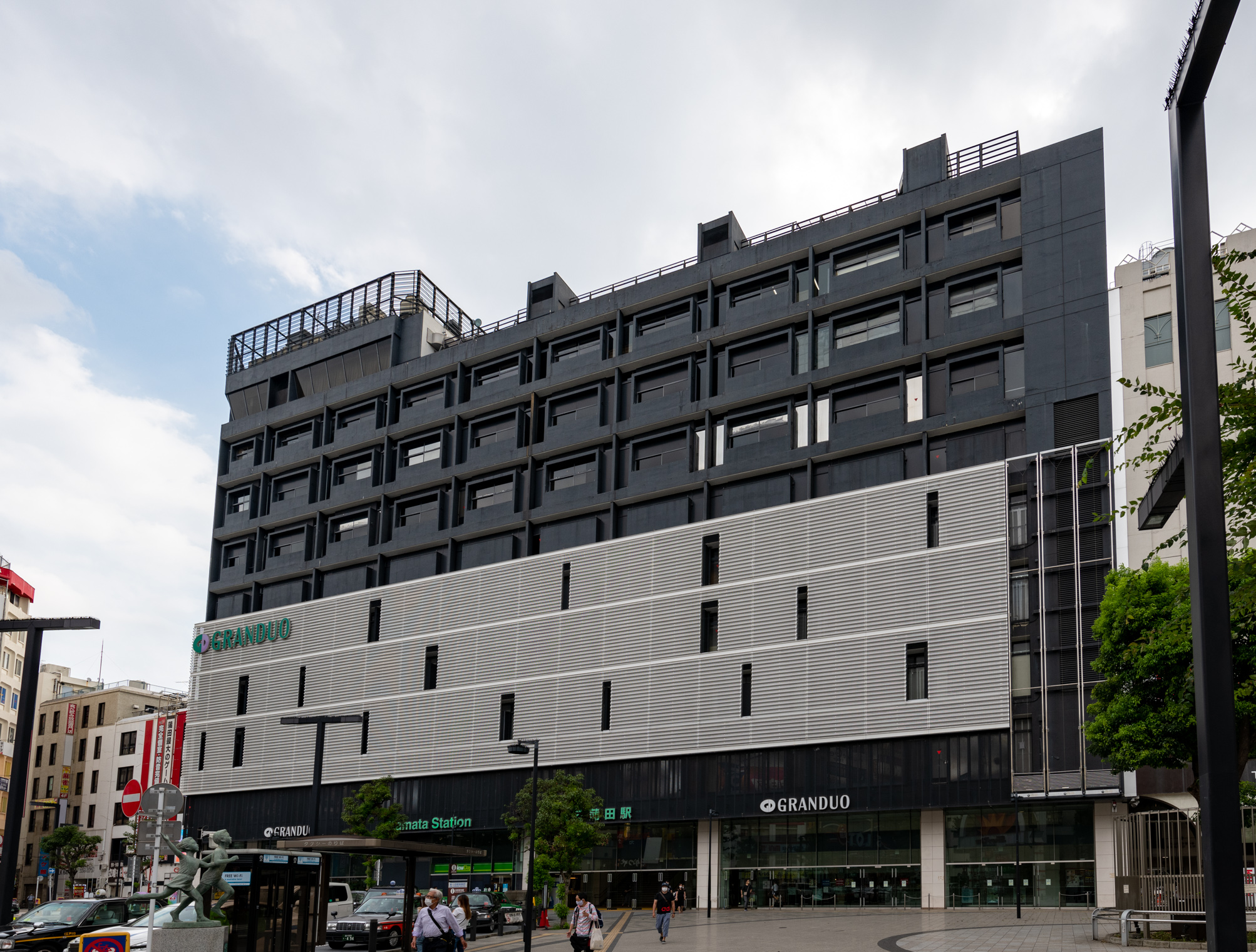
西口（2021年8月）

蒲田駅（かまたえき）は、東京都大田区にある、東日本旅客鉄道（JR東日本）・東急電鉄の駅である。
JR東日本の駅は蒲田五丁目、東急電鉄の駅は西蒲田七丁目に位置する。

## 乗り入れ路線
以下の3路線が乗り入れている。JR東日本と東急の2社が乗り入れ、両社間の接続駅となっている。
- JR東日本： 京浜東北線 - 線路名称上は東海道本線であるが、当駅には電車線を走る京浜東北線電車のみ停車し、列車線を走る東海道線列車は停車せず、旅客案内では「東海道（本）線」とは案内されていない。また、特定都区市内制度における「東京都区内」南限であり、東海道本線における首都圏本部管内最南端の駅である。駅番号はJK 17。
- 東急電鉄： 池上線・ 東急多摩川線 - 東急の駅には池上線と東急多摩川線の2路線が乗り入れる。後者は社名である「東急」を加えた「東急多摩川線」が正式名称であり、駅構内でも同様の案内となっている。駅番号は池上線がIK15、東急多摩川線がTM07。

## 歴史

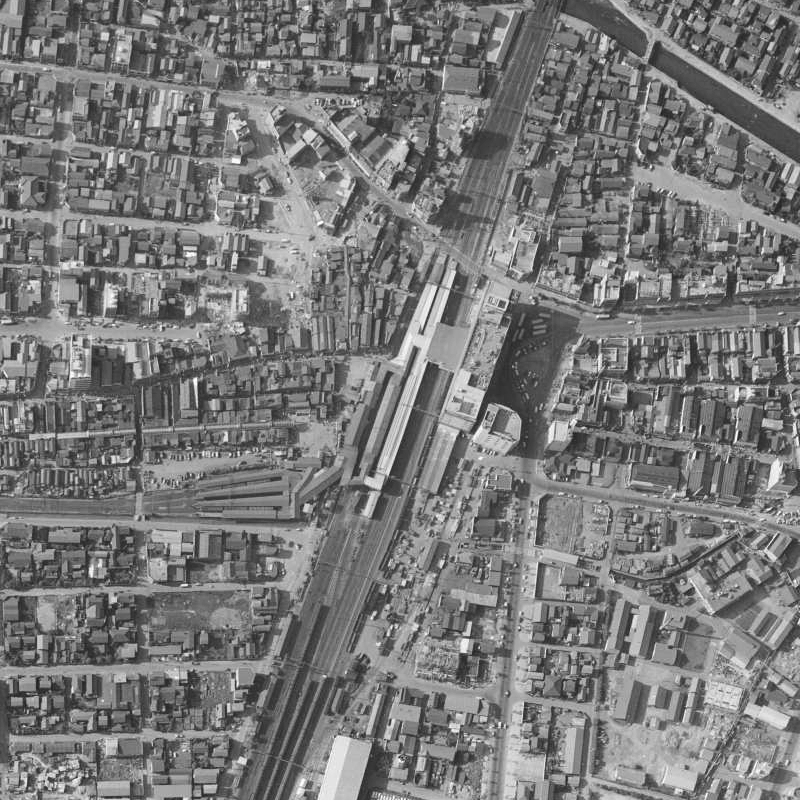
蒲田駅周辺の白黒空中写真（1963年6月23日撮影）

### 年表
- 1904年（明治37年）4月11日：国鉄東海道本線の駅が開設[1][2][注釈 1]。
- 1914年（大正3年）
  - 12月20日：京浜線（現・京浜東北線）運行開始。
  - 12月26日：京浜線電車故障頻発に伴い、運行中止。
- 1915年（大正4年）
  - 5月10日：京浜線電車運行再開。
  - 12月30日：蒸気機関車列車停車廃止[3]。
- 1922年（大正11年）10月6日：池上電気鉄道線（現・東急池上線）当駅 - 池上駅間開通[4]。乗降分離形の相対式2面2線で国鉄蒲田駅に対して直角方向に設置される[5][4]。
- 1923年（大正12年）11月1日：目黒蒲田電鉄目蒲線（現・東急多摩川線）当駅 - 沼部駅間開通[2][6]。国鉄蒲田駅に南から沿う形で池上線との間に片面ホームを切欠きにした1面2線で駅が設置される[5][2][4]。
- 1927年（昭和2年）：池上線蒲田駅が移転、1面1線で目蒲線蒲田駅と向かい合わせに並行する形となる[5][4]。
- 1934年（昭和10年）10月頃：目黒蒲田電鉄が池上電気鉄道を吸収合併、池上線から目蒲線への連絡線（簡易渡り線）が設置される[4]。ただし、簡易式渡り線で、車両移動時のみ設置した[5]。
- 1940年（昭和15年）5月：利用者増加に伴い、池上線が頭端式ホーム2面2線で国鉄蒲田駅と直角方向となる位置に移転する（目蒲線とは分離）[7][4]。目蒲線蒲田駅はホーム幅員が3倍に拡幅され、島式ホーム1面2線となる[5][4][注釈 2]。池上線と目蒲線を結ぶ簡易渡り線は廃止され、車両の移動は不可能となった[5]。
- 1945年（昭和20年）
  - 6月1日：戦災のため、目蒲線矢口渡駅 - 蒲田駅間休止。
  - 8月14日：目蒲線矢口渡駅 - 蒲田駅間仮復旧[8]。道塚駅を休止して、その付近から池上線上り線を転用して池上線蒲田駅まで単線並列化し仮復旧[7][4][8][9]（以後の東急蒲田駅は駅構造の項目を参照）。
- 1962年（昭和37年）12月：東口駅ビル「パリオ」が開業[10]。
- 1966年（昭和41年）5月：東急蒲田駅高架化工事と蒲田東急ビル（→東急プラザ蒲田）建設工事着工[7]。
- 1967年（昭和42年）10月29日：東急蒲田駅北側半分が高架化[11]。目蒲線は単線運転区間が解消され、全線が複線となる[11]。
- 1968年（昭和43年）
  - 10月29日：東急蒲田駅南側半分が高架化、頭端式5面4線の高架化完成[12]	。池上線も単線運転区間が解消され、全線が複線となる[12]。
  - 11月1日：蒲田東急ビル（→東急プラザ蒲田）開設[12]。
- 1969年（昭和44年）11月16日：角材や鉄パイプを持った学生が駅ホームで佐藤栄作首相の訪米阻止を訴えるデモを行った後、東口広場で機動隊に火炎瓶を投擲する騒ぎを起こした[13]。
- 1970年（昭和45年）4月26日：西口駅ビル「サンカマタ」開業[14][10]。
- 1971年（昭和46年）5月23日：旅行センター開設[15]。
- 1976年（昭和51年）2月14日：国鉄駅での貨物取扱廃止[1]。
- 1986年（昭和61年）11月1日：国鉄駅での荷物扱い廃止[1]。
- 1987年（昭和62年）4月1日：国鉄分割民営化に伴い、国鉄の駅は東日本旅客鉄道（JR東日本）の駅となる[1]。
- 1991年（平成3年）10月29日：JR東日本の駅に自動改札機新設、使用開始[16]。
- 2000年（平成12年）8月6日：目蒲線が東急多摩川線と目黒線に分割、当駅は池上線と東急多摩川線の駅となる[17][18]。
- 2001年（平成13年）11月18日：JR東日本でICカード「Suica」が利用可能となる[広報 1]。
- 2007年（平成19年）3月18日：東急電鉄でICカード「PASMO」が利用可能となる[19]。
- 2008年（平成20年）4月16日：パリオとサンカマタが統合。同時に駅ビル「グランデュオ蒲田」開業[10]。
- 2012年（平成24年）3月17日：池上線、東急多摩川線のホームにあった駅売店「toks」閉店。
- 2019年（令和元年）
  - 8月31日：びゅうプラザ営業終了[20]。
  - 11月22日：京浜東北線1・4番線でホームドア使用開始[21]。
- 2021年（令和3年）4月30日：東急電鉄定期券売り場営業終了[22]。

## 駅構造
JR東日本と東急の駅は、蒲田東急プラザ2階で連絡している。JR東日本では南口を東急との連絡口として案内しているが、中央口より出場した場合にも連絡通路を経由して乗換が可能である。
JR東日本の中央口・南口は、改札内ではホームを経由しなければ行き来は不可。東急の改札口は1か所のみである。

### JR東日本
島式ホーム2面3線を有する地上駅。橋上駅舎を備える。みどりの窓口・自動改札機・指定席券売機を併設している。
折返し・入出庫用2・3番線は2つのホームに挟まれた1本の線路を使用している。両ホーム共に列車入線時・発車時には注意アナウンスが流れる。
駅南側（当駅 - 川崎駅間）に大田運輸区（旧・蒲田電車区）が所在し、大宮方面からは当駅止まりや当駅折返し列車が、大船方面からは終電に当駅止まりが設定されている。日中時間帯では1時間に3本の当駅始発列車が設定されている。また、初電発車時刻は23区内の駅で最も早く、終電到着も午前1時前となっている。
京浜東北線・根岸線では2010年代にATOSプログラム更新が行われ、当駅も2013年（平成25年）1月中に新しい放送（いわゆる常磐型）へ更新された。さらに2016年（平成28年）2月にも再度更新され、上野東京ラインや宇都宮線などで使用されている最新型放送（いわゆる宇都宮型）となった。

#### のりば
以下のように、東京方面（北行）は3・4番線、横浜方面（南行）は1・2番線から発車する。
| 番線 | 路線       | 方向 | 行先                               | 備考       |
| ---- | ---------- | ---- | ---------------------------------- | ---------- |
| 1    | 京浜東北線 | 南行 | 川崎・横浜・桜木町・関内・大船方面 |            |
| 2    | 京浜東北線 | 南行 | 川崎・横浜・桜木町・関内・大船方面 | 線路を共用 |
| 3    | 京浜東北線 | 北行 | 品川・東京・上野・赤羽・大宮方面   | 線路を共用 |
| 4    | 京浜東北線 | 北行 | 品川・東京・上野・赤羽・大宮方面   |            |

（出典：JR東日本:駅構内図）

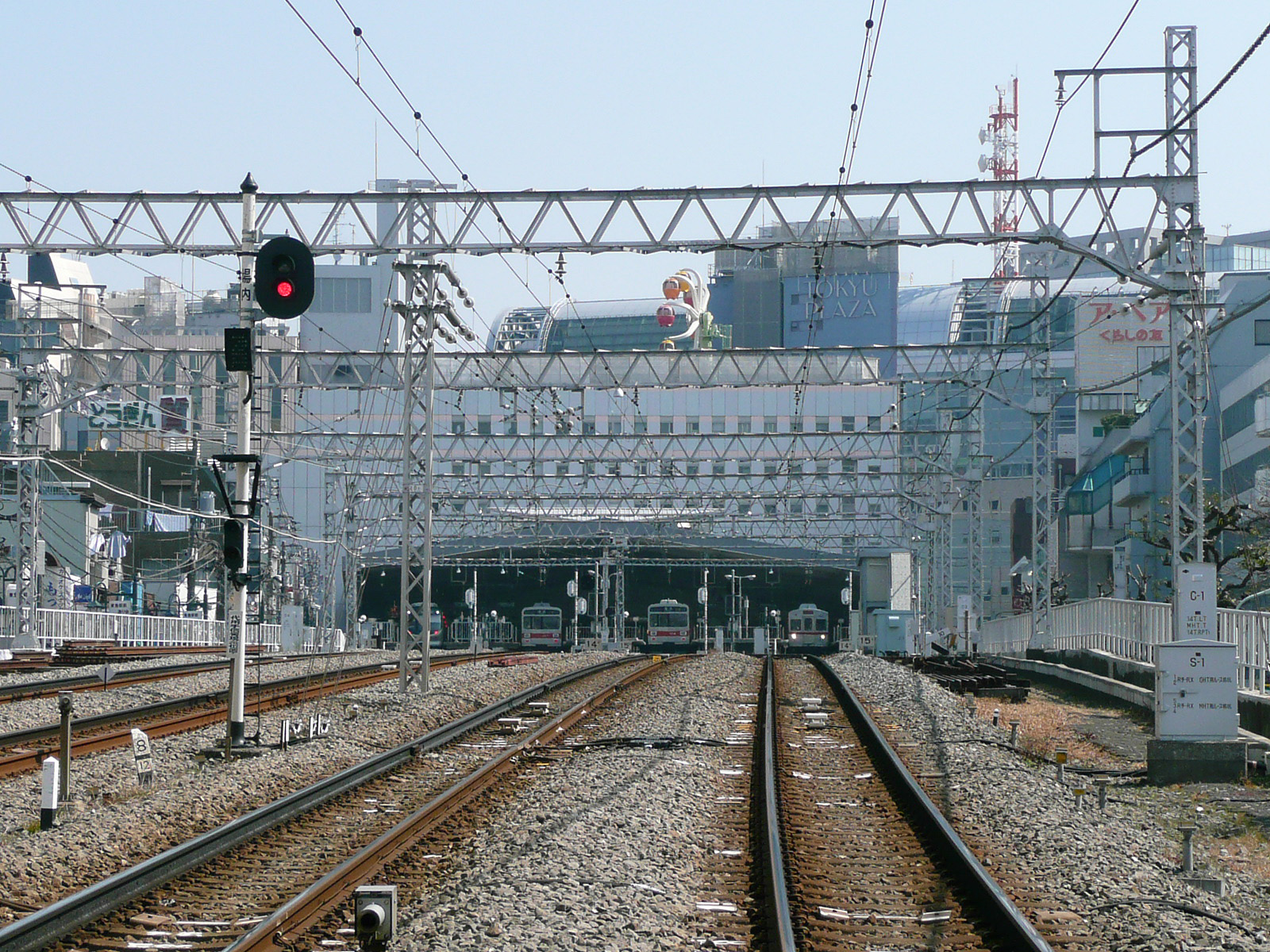
4番線ホームからは午前4時22分発の当駅始発大宮行が設定されており、これは現時点で国内の頻回運行路線としては、桜木町発4時18分の大宮行、磯子発4時20分の大宮行に次いで3番目に営業開始時刻の早い定期列車となっている（2024年5月現在）。
- 2番線は早朝の当駅始発と南行の当駅止まり到着時降車専用ホームとして使用。
- 3番線は原則当駅折返し始発のみ使用し、大田運輸区出庫の営業列車は4番線から発車するが、ダイヤ乱れ等により大田運輸区出庫の営業列車が3番線から発車することがある。
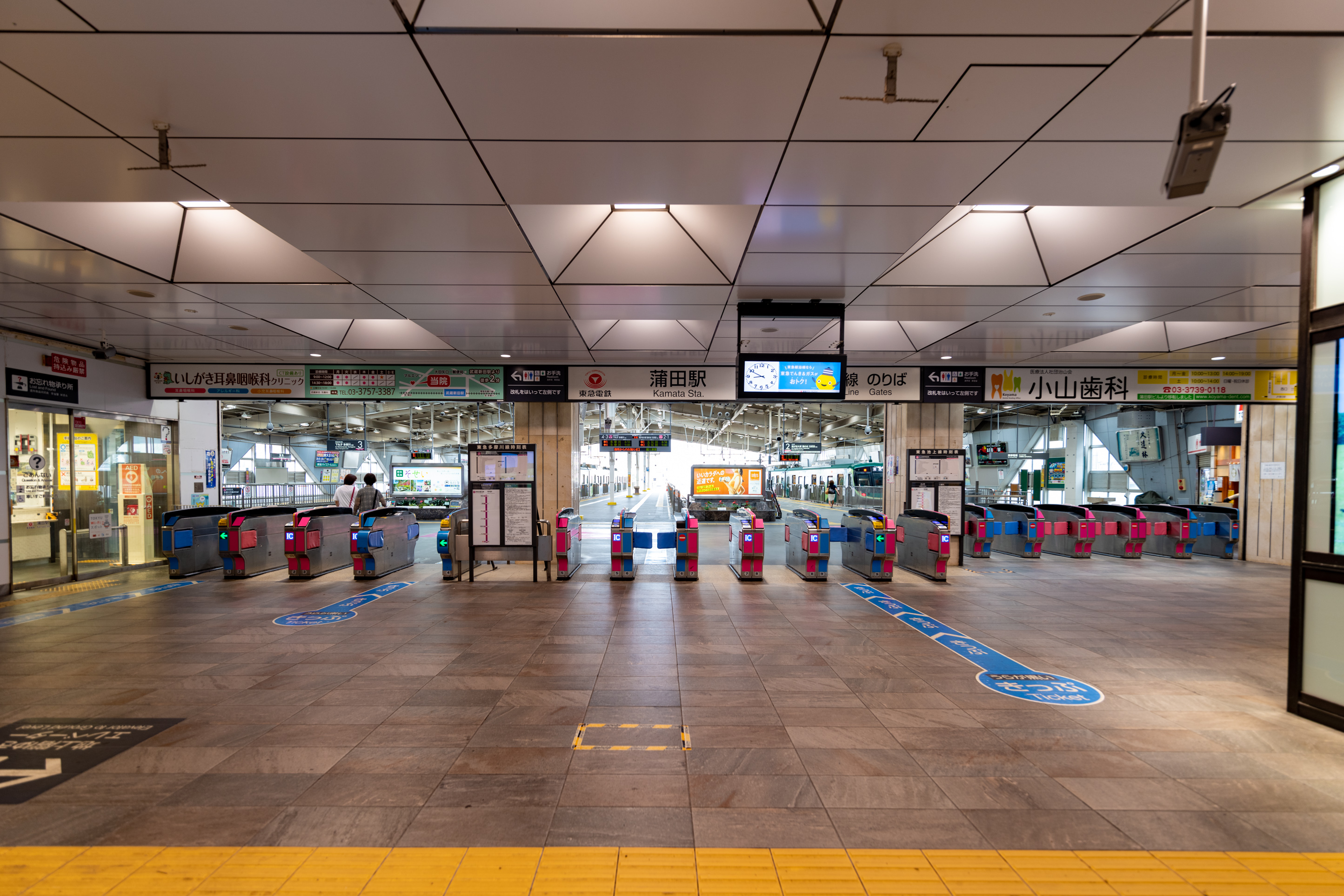
2018年（平成30年）10月にホーム発車案内表示器が、従来のものから東北新幹線主要駅コンコース付近等に見られる液晶型新タイプへ更新された。駅ナンバリングにも対応している。
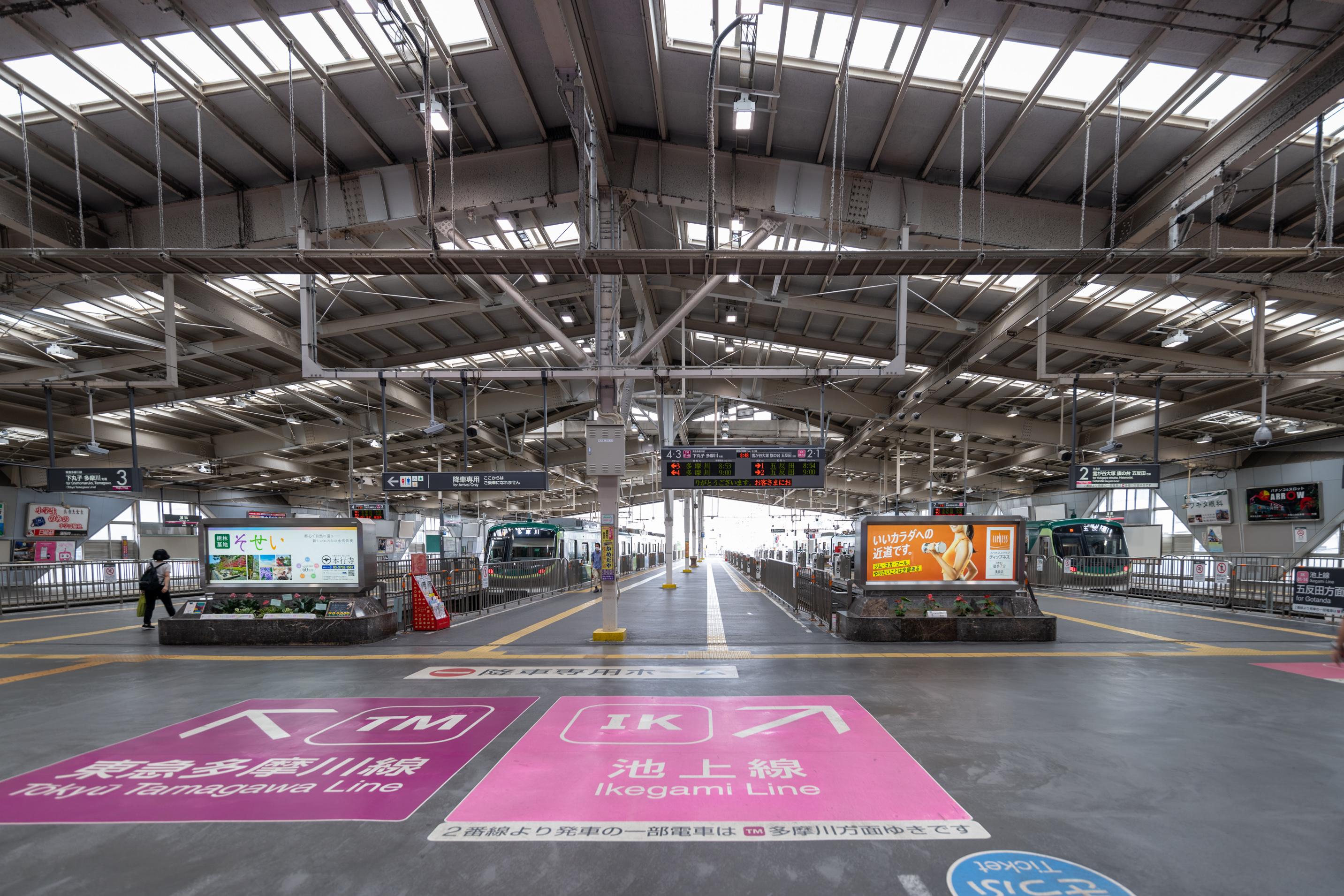
ホーム（2021年8月）

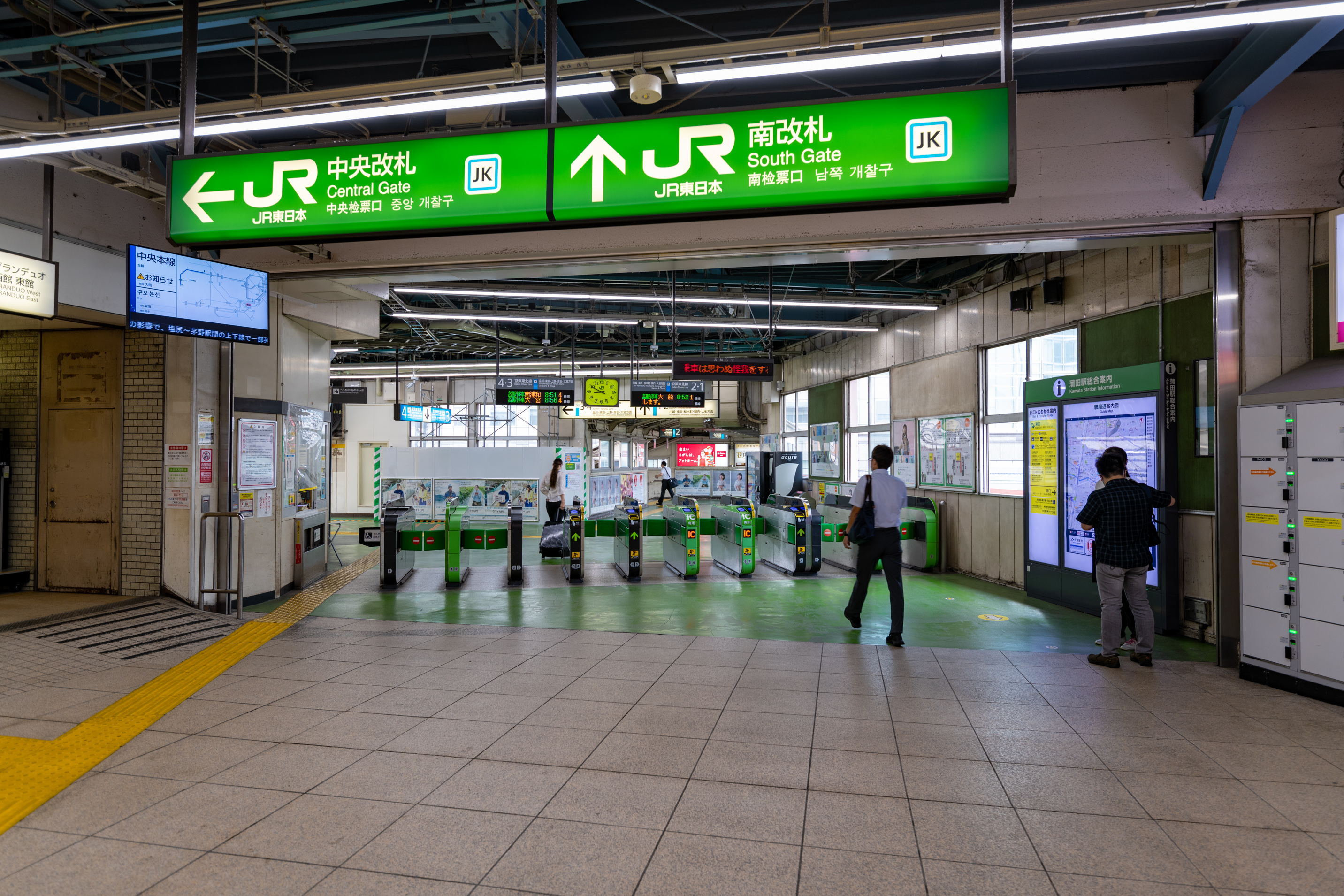
南口改札（2021年8月）
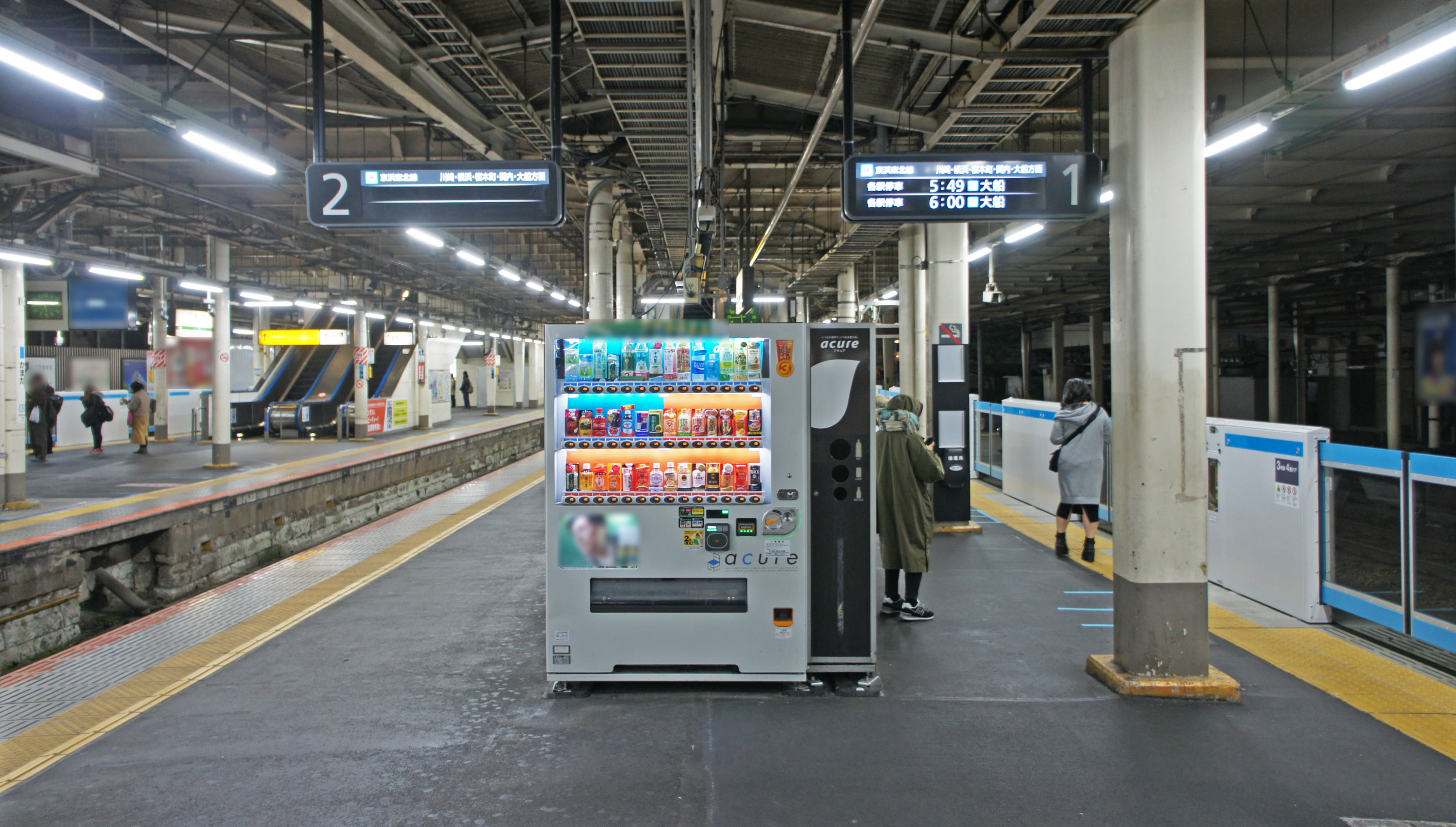
1・2番線ホーム（2019年11月）
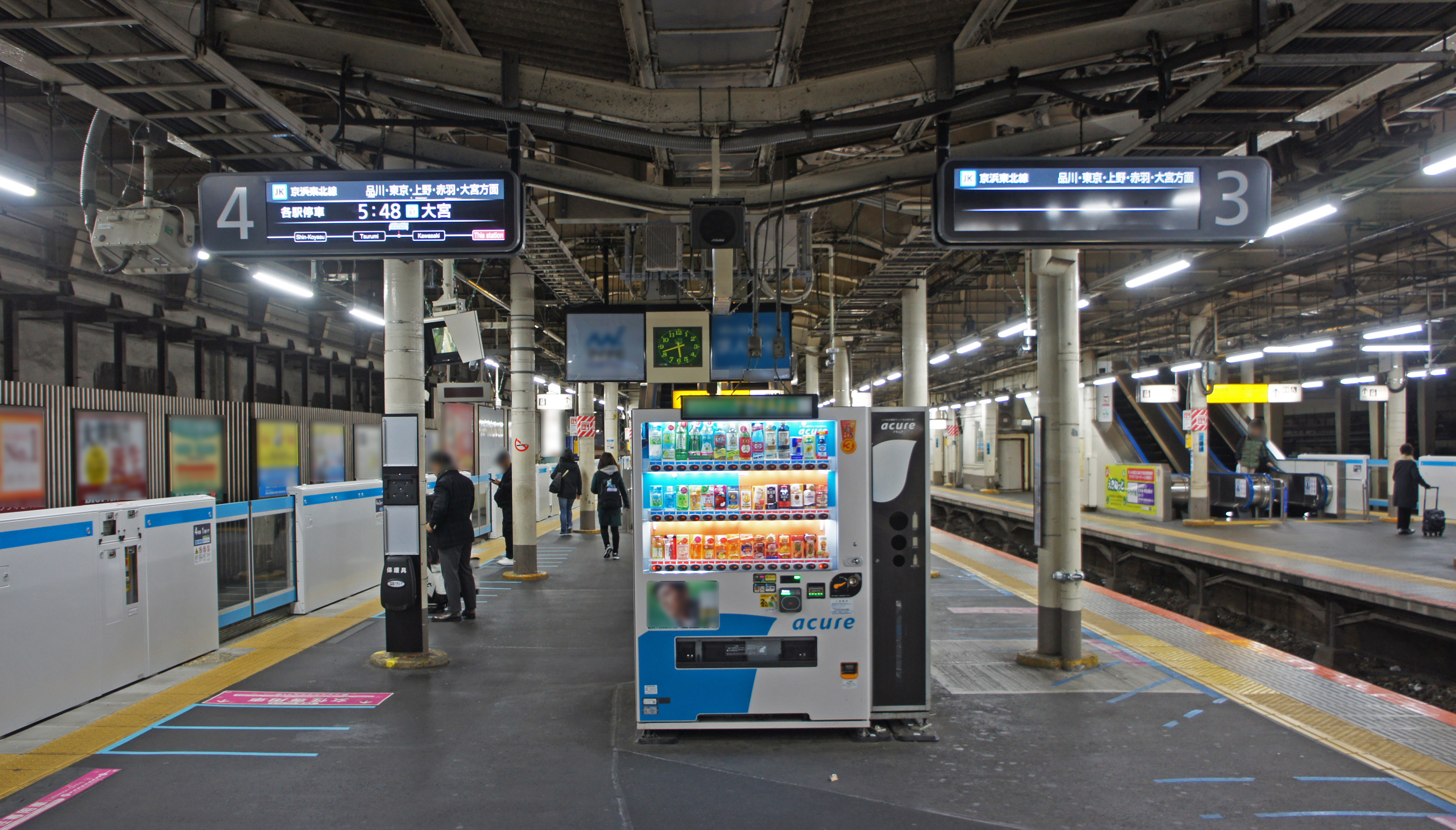
3・4番線ホーム（2019年11月）

#### 発車メロディ
発車メロディとして「蒲田行進曲」（メロディはルドルフ・フリムル「放浪者の歌」）が1997年2月23日から使用されている。これはかつて蒲田に松竹蒲田撮影所があったことに由来する。
| 1 - 4 | JK | 蒲田行進曲 |

#### 東西自由通路
- 駅舎コンコース（2階レベル）
- 駅北の地下通路
- 駅南の環八道陸橋併設通路

##### 館内通路
- グランデュオ蒲田 東西館連絡路（3階レベル）

##### 建設構想
- 駅南の自由通路（2階レベル）

#### 駅改修工事
2007年（平成19年）4月17日、大規模改修施工が発表され、同年5月 - 2008年（平成20年）夏まで工事が実施された。これとほぼ同時に、駅ビルリニューアル工事も実施された（後述）。
- 老朽化したコンコース天井の一部を吹抜け空間とし、清潔感・開放感ある明るい駅空間とする。
- 駅構内に分散している施設店舗を集約し、みどりの窓口・旅行カウンター・指定席券売機を1店舗内に配置した新しいびゅうプラザを開設する。
- 自動改札機の配置を見直して改札口の混雑緩和を図る。
- 旅客トイレを増設し多機能トイレも設置する。女性用にはパウダーコーナーを設ける。
- 大田区と協力し、東口と西口に改札階（2階）と連絡するエレベーターを各1基設置（2007年7月供用開始）。

##### 駅改修構想
この他、大田区により、新たに駅施設と一体化した東西自由通路などを建設する構想が発表された。
- 地下に蒲蒲線新駅、2Fレベルで新東西自由通路（駅南側で線路を跨ぐ）、駅前広場地下に駐輪場など。（10年後以降の建替え構想）
- なお蒲蒲線新駅（地下）からは東急池上線駅（2Fレベル）（およびJR駅西口）への連絡路が計画されている[注釈 4]。

### 東急電鉄
頭端式ホーム5面4線を有する高架駅。ホームは池上線と東急多摩川線がそれぞれ2線ずつ使用している。両端と中央のホームは降車専用ホームとなっている。中央部の降車専用ホームは池上線・東急多摩川線共用のものである。他の池上線と東急多摩川線の駅と同様に、乗車ホームにはワンマン運転に対応した監視設備や安全柵が設置されているが、降車ホームには一部を除き安全柵が設置されていない。
朝夕には池上線と東急多摩川線を直通する列車が設定されている。これは、平日のラッシュ時の運用に加え、池上線雪が谷大塚駅に併設されている雪が谷検車区から東急多摩川線への車両送り込み（またその逆も）を兼ねている。この直通列車は構内配線の都合上、方向転換する必要があるため、通常池上線列車が発着する2番線に入線する。また、東急多摩川線で臨時列車が運行される時や運行障害などで3・4番線が使用不能な場合は2番線から東急多摩川線列車が発着する場合がある。
改札口の中には駅そば「しぶそば」が設置されている。駅売店「toks」は、多機能トイレ設置工事に伴い、2012年（平成24年）3月16日限りで一度営業終了したが、多機能トイレ設置後に営業を再開した（2015年5月時点で営業中）。
池上線で1本、東急多摩川線で2本の夜間停泊が行われている。このうち各1本ずつがそれぞれ五反田行と多摩川行の始発列車に充当される。
駅長所在駅であり、「蒲田駅管内」として池上線当駅 - 御嶽山駅間各駅と東急多摩川線当駅 - 下丸子駅間各駅を管理している。
駅は西口・南口に面している。東口へはグランデュオ蒲田西館構内通路および駅舎コンコース（2階レベル）を通る必要がある。

#### のりば
| 番線 | 路線         | 行先                           | 備考              |
| ---- | ------------ | ------------------------------ | ----------------- |
| 1・2 | 池上線       | 雪が谷大塚・旗の台・五反田方面 |                   |
| 3・4 | 東急多摩川線 | 下丸子・多摩川方面             | 朝夕の一部は2番線 |

- 駅遠景（2008年3月）
- 改札口（2021年8月）
- ホーム（2021年8月）

#### 駅改良工事
前述の「歴史」項目に記載したが、戦前だけで2度に渡り、駅設備移設が実施されている。
戦後は太平洋戦争中の1945年（昭和20年）3月 - 4月に米軍の空襲に伴い駅を含む一帯が焼失し、復旧するところから始まる。終戦前日の8月14日、丸太とバラック造りの粗末な駅設備で応急復旧された。目蒲線の線路は大きく移設され、池上線・目蒲線ともに当駅手前で複線から単線となり、頭端式2面2線のホームに至る構造となる。1959年（昭和34年）頃には目蒲線を1線増やした4面3線に、国鉄蒲田駅改良工事に伴い1962年（昭和37年）には3面3線に改良された。ただし、本格的な改良工事が計画されていたため、ホームや駅設備は解体を前提としたバラック構造での増設や改良に過ぎなかった。1966年（昭和41年）、ようやく東京都土地区画整理事業が完成、同年5月に当駅高架化工事と蒲田東急ビル（→東急プラザ蒲田）建設工事が始まる。
高架化工事は南側に池上線・目蒲線の仮線路・仮ホームを新設し（池上線1線・目蒲線2線）、そこで営業しながら北側に高架新駅の半分を建設、両線を移転させた。この暫定高架化は1967年（昭和42年）11月29日に完成し（11月28日終電後に線路切り替え）、池上線1線と目蒲線2線が使用され、目蒲線の単線運転区間は解消した。次に仮線路・仮ホームを撤去し、南側に高架新駅の残る半分を建設したものである。1968年（昭和43年）10月29日に南側半分の高架化が完成し、頭端式5面4線のホームとなる。池上線も単線運転区間が解消された。
駅ホームは目蒲線が4両編成に対応した85 m長、池上線が3両編成に対応した65 m長である。目蒲線・池上線は当駅手前で35 ‰の急勾配で高さ5 m以上の高架線へと上がる。建設費用（高架化工事）は10億円。

#### 駅改修工事
2007年度（平成19年度）より、東急の駅についてもバリアフリー対応などの改修工事を実施することが発表され、新たにエレベーターが設置された。従来より駅ビルや西口（JR側）を経由することでバリアフリーに対応していたが、これにより駅ビルの営業時間外でもエレベーターの利用が可能になっている。
2012年（平成24年）には多機能トイレも新設された。
2013年度（平成25年度）に駅舎改修が行われた。また、東急では自由が丘駅、緑が丘駅に次いで全面LED照明化され、調光するLED照明が導入されている。

#### 多摩川アートラインプロジェクト
多摩川アートラインプロジェクトで、当駅には以下のアーティストによる芸術が施されている。
- フロリアン・クラール「Thing 1 + Thing 2」 - 未来の蒲田駅をテーマにしたCG作品
- 本橋良介「Ibk2007」
- 吉田重信「INFINITY LIGHT」

## 利用状況
- JR東日本：2023年度（令和5年度）の1日平均乗車人員は121,107人である[JR 1]。
同社の駅では吉祥寺駅に次いで第22位。
- 東急電鉄：（池上線・多摩川線内相互乗換人員除く）[東急 1]。
  - 池上線：2024年度（令和6年度）の1日平均乗降人員は69,179人である。
池上線内では五反田駅に次いで第2位。
  - 東急多摩川線：2024年度（令和6年度）の1日平均乗降人員は79,221人である。
多摩川線内では第1位。

### 年度別1日平均乗降人員
2002年度（平成14年度）以降の1日平均乗降人員推移は以下の通り（JR除く）。
| 年度               | 東京急行電鉄 / 東急電鉄 | 東京急行電鉄 / 東急電鉄 | 東京急行電鉄 / 東急電鉄      | 東京急行電鉄 / 東急電鉄 | 東京急行電鉄 / 東急電鉄 |
| 年度               | 池上線                  | 池上線                  | 池上線 東急多摩川線 乗換人員 | 東急多摩川線            | 東急多摩川線            |
| 年度               | 1日平均 乗降人員        | 増加率                  | 池上線 東急多摩川線 乗換人員 | 1日平均 乗降人員        | 増加率                  |
| ------------------ | ----------------------- | ----------------------- | ---------------------------- | ----------------------- | ----------------------- |
| 2002年（平成14年） | 64,468                  |                         | 7,233                        | 79,111                  |                         |
| 2003年（平成15年） | 64,420                  | −0.1%                   | 7,195                        | 79,736                  | 0.8%                    |
| 2004年（平成16年） | 64,554                  | 0.2%                    | 6,641                        | 81,936                  | 2.8%                    |
| 2005年（平成17年） | 64,664                  | 0.2%                    | 6,920                        | 82,890                  | 1.2%                    |
| 2006年（平成18年） | 66,299                  | 2.5%                    | 7,168                        | 83,760                  | 1.0%                    |
| 2007年（平成19年） | 67,380                  | 1.6%                    | 7,172                        | 83,697                  | −0.1%                   |
| 2008年（平成20年） | 68,375                  | 1.5%                    | 7,104                        | 85,155                  | 1.7%                    |
| 2009年（平成21年） | 67,863                  | −0.7%                   | 6,967                        | 84,406                  | −0.9%                   |
| 2010年（平成22年） | 67,873                  | 0.0%                    | 7,073                        | 84,399                  | 0.0%                    |
| 2011年（平成23年） | 67,171                  | −1.0%                   | 7,093                        | 84,269                  | −0.2%                   |
| 2012年（平成24年） | 68,143                  | 1.4%                    | 7,307                        | 85,300                  | 1.2%                    |
| 2013年（平成25年） | 69,464                  | 1.9%                    | 7,656                        | 88,102                  | 3.3%                    |
| 2014年（平成26年） | 69,631                  | 0.2%                    | 7,654                        | 87,970                  | −0.1%                   |
| 2015年（平成27年） | 72,106                  | 3.6%                    | 7,813                        | 89,007                  | 1.2%                    |
| 2016年（平成28年） | 73,814                  | 2.4%                    | 7,760                        | 89,716                  | 0.8%                    |
| 2017年（平成29年） | 75,484                  | 2.3%                    | 7,767                        | 91,538                  | 2.0%                    |
| 2018年（平成30年） | 76,764                  | 1.7%                    | 7,947                        | 92,493                  | 1.0%                    |
| 2019年（令和元年） | 77,049                  | 0.4%                    | 7,934                        | 91,787                  | −0.8%                   |
| 2020年（令和02年） | 56,570                  | −26.6%                  | 6,004                        | 66,841                  | −27.2%                  |
| 2021年（令和03年） | 59,338                  | 4.9%                    |                              | 69,530                  | 4.0%                    |
| 2022年（令和04年） | 63,543                  | 7.1%                    |                              | 73,635                  | 5.9%                    |
| 2023年（令和05年） | 66,672                  | 4.9%                    |                              | 76,381                  | 3.7%                    |
| 2024年（令和06年） | 69,179                  | 3.8%                    |                              | 79,221                  | 3.7%                    |

### 年度別1日平均乗車人員（1900年代 - 1930年代）
各年度の1日平均乗車人員の推移は以下の通り。
| 年度               | 国鉄   | 池上電気鉄道 | 目黒蒲田電鉄 | 出典              |
| ------------------ | ------ | ------------ | ------------ | ----------------- |
| 1904年（明治37年） | 104    | 未 開 業     | 未 開 業     | [ 東京府統計 1 ]  |
| 1905年（明治38年） | 96     | 未 開 業     | 未 開 業     | [ 東京府統計 2 ]  |
| 1907年（明治40年） | 121    | 未 開 業     | 未 開 業     | [ 東京府統計 3 ]  |
| 1908年（明治41年） | 106    | 未 開 業     | 未 開 業     | [ 東京府統計 4 ]  |
| 1909年（明治42年） | 106    | 未 開 業     | 未 開 業     | [ 東京府統計 5 ]  |
| 1911年（明治44年） | 192    | 未 開 業     | 未 開 業     | [ 東京府統計 6 ]  |
| 1912年（大正元年） | 229    | 未 開 業     | 未 開 業     | [ 東京府統計 7 ]  |
| 1913年（大正02年） | 229    | 未 開 業     | 未 開 業     | [ 東京府統計 8 ]  |
| 1914年（大正03年） | 219    | 未 開 業     | 未 開 業     | [ 東京府統計 9 ]  |
| 1915年（大正04年） | 318    | 未 開 業     | 未 開 業     | [ 東京府統計 10 ] |
| 1916年（大正05年） | 400    | 未 開 業     | 未 開 業     | [ 東京府統計 11 ] |
| 1919年（大正08年） | 1,306  | 未 開 業     | 未 開 業     | [ 東京府統計 12 ] |
| 1920年（大正09年） | 1,796  | 未 開 業     | 未 開 業     | [ 東京府統計 13 ] |
| 1922年（大正11年） | 4,047  | [ 備考 2 ]   | 未 開 業     | [ 東京府統計 14 ] |
| 1923年（大正12年） | 6,084  |              | [ 備考 3 ]   | [ 東京府統計 15 ] |
| 1924年（大正13年） | 10,476 |              |              | [ 東京府統計 16 ] |
| 1925年（大正14年） | 12,368 |              |              | [ 東京府統計 17 ] |
| 1926年（昭和元年） | 14,233 | 1,552        | 1,983        | [ 東京府統計 18 ] |
| 1927年（昭和02年） | 16,873 | 1,733        | 2,174        | [ 東京府統計 19 ] |
| 1928年（昭和03年） | 20,525 | 3,052        | 2,280        | [ 東京府統計 20 ] |
| 1929年（昭和04年） | 22,049 | 3,543        | 2,668        | [ 東京府統計 21 ] |
| 1930年（昭和05年） | 22,717 | 4,112        | 2,072        | [ 東京府統計 22 ] |
| 1931年（昭和06年） | 23,139 | 4,148        | 3,051        | [ 東京府統計 23 ] |
| 1932年（昭和07年） | 23,718 | 2,436        | 3,171        | [ 東京府統計 24 ] |
| 1933年（昭和08年） | 19,768 | 4,824        | 3,539        | [ 東京府統計 25 ] |
| 1934年（昭和09年） | 21,457 | 5,312        | 4,313        | [ 東京府統計 26 ] |
| 1935年（昭和10年） | 23,343 | 5,809        | 5,941        | [ 東京府統計 27 ] |

### 年度別1日平均乗車人員（1953年 - 2000年）
| 年度               | 国鉄 / JR東日本 | 東京急行電鉄 | 東京急行電鉄 | 出典              |
| 年度               | 国鉄 / JR東日本 | 池上線       | 目蒲線       | 出典              |
| ------------------ | --------------- | ------------ | ------------ | ----------------- |
| 1953年（昭和28年） | 33,483          |              |              | [ 東京都統計 1 ]  |
| 1954年（昭和29年） | 45,964          |              |              | [ 東京都統計 2 ]  |
| 1955年（昭和30年） | 41,880          |              |              | [ 東京都統計 3 ]  |
| 1956年（昭和31年） | 61,531          | 26,905       | 31,528       | [ 東京都統計 4 ]  |
| 1957年（昭和32年） | 69,985          | 30,280       | 36,339       | [ 東京都統計 5 ]  |
| 1958年（昭和33年） | 74,693          | 31,412       | 38,633       | [ 東京都統計 6 ]  |
| 1959年（昭和34年） | 83,697          | 29,662       | 38,281       | [ 東京都統計 7 ]  |
| 1960年（昭和35年） | 92,215          | 30,710       | 41,591       | [ 東京都統計 8 ]  |
| 1961年（昭和36年） | 96,006          | 31,666       | 44,947       | [ 東京都統計 9 ]  |
| 1962年（昭和37年） | 101,340         | 36,398       | 50,977       | [ 東京都統計 10 ] |
| 1963年（昭和38年） | 110,163         | 33,364       | 49,449       | [ 東京都統計 11 ] |
| 1964年（昭和39年） | 113,668         | 34,174       | 53,996       | [ 東京都統計 12 ] |
| 1965年（昭和40年） | 118,677         | 36,483       | 52,766       | [ 東京都統計 13 ] |
| 1966年（昭和41年） | 112,471         | 33,398       | 50,500       | [ 東京都統計 14 ] |
| 1967年（昭和42年） | 115,216         | 31,882       | 50,361       | [ 東京都統計 15 ] |
| 1968年（昭和43年） | 113,708         | 31,755       | 49,812       | [ 東京都統計 16 ] |
| 1969年（昭和44年） | 101,721         | 33,033       | 50,035       | [ 東京都統計 17 ] |
| 1970年（昭和45年） | 97,951          | 33,825       | 49,995       | [ 東京都統計 18 ] |
| 1971年（昭和46年） | 116,177         | 34,478       | 48,907       | [ 東京都統計 19 ] |
| 1972年（昭和47年） | 112,841         | 35,203       | 49,181       | [ 東京都統計 20 ] |
| 1973年（昭和48年） | 112,367         | 35,638       | 49,660       | [ 東京都統計 21 ] |
| 1974年（昭和49年） | 114,532         |              | 47,337       | [ 東京都統計 22 ] |
| 1975年（昭和50年） | 111,956         |              |              | [ 東京都統計 23 ] |
| 1976年（昭和51年） | 115,529         | 30,304       | 44,696       | [ 東京都統計 24 ] |
| 1977年（昭和52年） | 112,888         | 30,482       | 45,353       | [ 東京都統計 25 ] |
| 1978年（昭和53年） | 111,282         | 30,811       | 44,589       | [ 東京都統計 26 ] |
| 1979年（昭和54年） | 110,751         | 30,355       | 44,077       | [ 東京都統計 27 ] |
| 1980年（昭和55年） | 108,893         | 29,816       | 44,811       | [ 東京都統計 28 ] |
| 1981年（昭和56年） | 107,490         | 30,134       | 45,137       | [ 東京都統計 29 ] |
| 1982年（昭和57年） | 105,099         | 30,162       | 45,370       | [ 東京都統計 30 ] |
| 1983年（昭和58年） | 107,230         | 29,959       | 46,699       | [ 東京都統計 31 ] |
| 1984年（昭和59年） | 110,208         | 30,479       | 46,307       | [ 東京都統計 32 ] |
| 1985年（昭和60年） | 108,244         | 31,247       | 46,756       | [ 東京都統計 33 ] |
| 1986年（昭和61年） | 112,745         | 31,756       | 46,934       | [ 東京都統計 34 ] |
| 1987年（昭和62年） | 112,893         | 32,011       | 46,749       | [ 東京都統計 35 ] |
| 1988年（昭和63年） | 118,151         | 34,359       | 49,184       | [ 東京都統計 36 ] |
| 1989年（平成元年） | 118,384         | 31,704       | 31,285       | [ 東京都統計 37 ] |
| 1990年（平成02年） | 121,717         | 36,263       | 47,866       | [ 東京都統計 38 ] |
| 1991年（平成03年） | 125,893         | 35,735       | 50,137       | [ 東京都統計 39 ] |
| 1992年（平成04年） | 126,033         | 35,233       | 49,197       | [ 東京都統計 40 ] |
| 1993年（平成05年） | 126,592         | 35,742       | 48,408       | [ 東京都統計 41 ] |
| 1994年（平成06年） | 126,353         | 33,740       | 45,192       | [ 東京都統計 42 ] |
| 1995年（平成07年） | 126,798         | 32,872       | 45,374       | [ 東京都統計 43 ] |
| 1996年（平成08年） | 128,638         | 32,820       | 44,216       | [ 東京都統計 44 ] |
| 1997年（平成09年） | 127,937         | 32,764       | 43,915       | [ 東京都統計 45 ] |
| 1998年（平成10年） | 127,740         | 32,707       | 43,896       | [ 東京都統計 46 ] |
| 1999年（平成11年） | 130,351         | 34,352       | 45,413       | [ 東京都統計 47 ] |
| 2000年（平成12年） | 129,724         | 34,236       | 45,540       | [ 東京都統計 48 ] |

### 年度別1日平均乗車人員（2001年以降）
2001年度（平成13年度）以降の1日平均乗車人員推移は下記の通り。
| 年度               | JR東日本 | 東京急行電鉄 / 東急電鉄 | 東京急行電鉄 / 東急電鉄 | 出典              |
| 年度               | JR東日本 | 池上線                  | 東急 多摩川線           | 出典              |
| ------------------ | -------- | ----------------------- | ----------------------- | ----------------- |
| 2001年（平成13年） | 128,546  | 34,347                  | 43,342                  | [ 東京都統計 49 ] |
| 2002年（平成14年） | 128,051  | 36,422                  | 43,151                  | [ 東京都統計 50 ] |
| 2003年（平成15年） | 128,892  | 36,311                  | 43,325                  | [ 東京都統計 51 ] |
| 2004年（平成16年） | 130,933  | 35,545                  | 43,592                  | [ 東京都統計 52 ] |
| 2005年（平成17年） | 131,947  | 32,111                  | 40,763                  | [ 東京都統計 53 ] |
| 2006年（平成18年） | 134,096  | 32,896                  | 41,189                  | [ 東京都統計 54 ] |
| 2007年（平成19年） | 136,210  | 33,358                  | 41,123                  | [ 東京都統計 55 ] |
| 2008年（平成20年） | 135,701  | 33,836                  | 41,885                  | [ 東京都統計 56 ] |
| 2009年（平成21年） | 133,758  | 33,605                  | 41,575                  | [ 東京都統計 57 ] |
| 2010年（平成22年） | 133,748  | 33,603                  | 41,584                  | [ 東京都統計 58 ] |
| 2011年（平成23年） | 133,593  | 33,265                  | 41,522                  | [ 東京都統計 59 ] |
| 2012年（平成24年） | 135,688  | 33,737                  | 42,027                  | [ 東京都統計 60 ] |
| 2013年（平成25年） | 139,728  | 34,386                  | 43,378                  | [ 東京都統計 61 ] |
| 2014年（平成26年） | 140,290  | 34,484                  | 43,378                  | [ 東京都統計 62 ] |
| 2015年（平成27年） | 143,272  | 35,708                  | 43,902                  | [ 東京都統計 63 ] |
| 2016年（平成28年） | 144,072  | 36,567                  | 44,282                  | [ 東京都統計 64 ] |
| 2017年（平成29年） | 145,643  | 37,433                  | 45,230                  | [ 東京都統計 65 ] |
| 2018年（平成30年） | 146,337  | 38,093                  | 45,674                  | [ 東京都統計 66 ] |
| 2019年（令和元年） | 144,934  | 38,235                  | 45,344                  | [ 東京都統計 67 ] |
| 2020年（令和02年） | 103,465  |                         |                         |                   |
| 2021年（令和03年） | 104,338  |                         |                         |                   |
| 2022年（令和04年） | 113,646  |                         |                         |                   |
| 2023年（令和05年） | 121,107  |                         |                         |                   |

備考
1. ↑  1904年（明治37年）4月11日開設。開設日 - 翌年3月31日までの計355日間を集計したデータ。
2. ↑  1922年10月6日開業。
3. ↑  1923年11月1日開業。
4. ↑  2000年8月5日までは目蒲線。

## 駅周辺

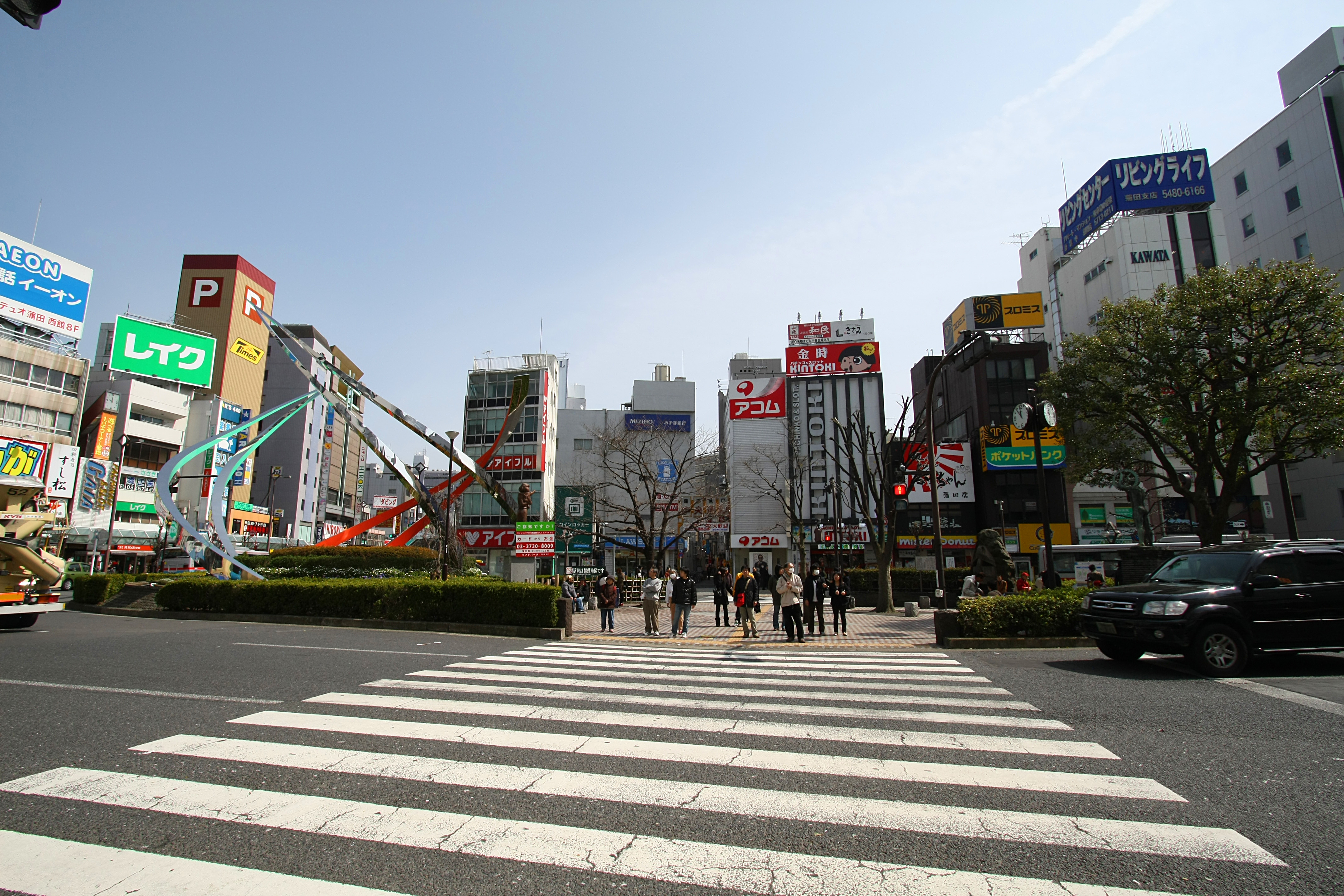
東口ロータリー

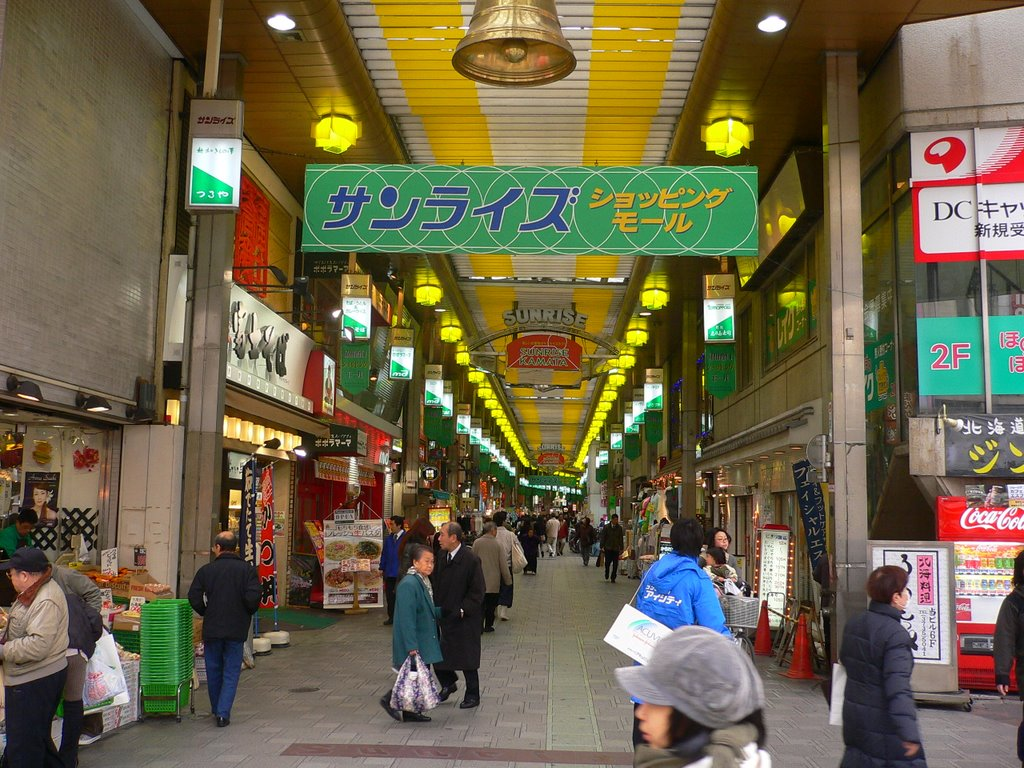
蒲田西口商店街

官公庁が集まる大田区の行政の中心地であるとともに、区南部（旧蒲田区）を代表する繁華街である。駅の両側に大型店（駅ビル）や商店街が形成されている。羽田空港の玄関口である京急蒲田駅との間にはホテルも多い。
タクシー乗り場は東口、西口双方にある。京浜急行電鉄の京急蒲田駅は東に800メートル程度離れた場所に立地する。当駅から京急蒲田駅を経由するバスに乗車する際に、同駅で降車する旨を運転士に申告すると、現金に限り運賃が100円となる。
東口側の駅前ロータリー中央部には、新島本村（現：新島村）から寄贈されたモヤイ像が設置されている（著名な渋谷駅前のモヤイ像とは顔が異なる）。

### 駅東口側
- 大田区役所
- 大田区役所 蒲田地域庁舎・蒲田東特別出張所
- 大田区保健所
- 大田区消費者生活センター
  - 大田区立蒲田駅前図書館[注釈 7]
- 大田区社会福祉センター
  - キッズな蒲田（子育て支援施設）
- アロマスクエア
  - 大田区民ホール・アプリコ
  - アロマスクエア郵便局
  - 徳島大正銀行 蒲田支店
- 蒲田郵便局
- ゆうちょ銀行 蒲田店
- 区役所前本通り：2000年、手づくり郷土賞受賞[28]
- 蒲田一郵便局
- 大田労働基準監督署
- 蒲田警察署
- 蒲田税務署
- 日本年金機構 大田年金事務所
- 蒲田公証役場
- メガネドラッグ 本店
- 大田区立新宿小学校
- 大田区立蒲田小学校
- 大田区立蒲田中学校
- 東京都立蒲田高等学校
- みずほ銀行 蒲田支店
- 三菱UFJ銀行 蒲田支店・蒲田駅前支店
- 横浜銀行 蒲田支店
- 阿波銀行 蒲田支店
- 中央労働金庫 蒲田支店

### 駅西口側
- 大田区役所 蒲田西特別出張所
- 蒲田駅前郵便局
- 東京消防庁矢口消防署西蒲田出張所
- 東京工科大学 蒲田キャンパス
- 日本工学院専門学校
- ドン・キホーテ 蒲田駅前店

### 駅南口側
- JR東日本大田運輸区（車両無配置区）
- ユザワヤ 蒲田店
- ラヴィ
  - ラヴィドライビングスクール蒲田
  - ラヴィセントラルフィットネスクラブ蒲田
- 富士通ソリューションスクエア
- 東京実業高等学校
- 大田区立御園中学校
- 牧田総合病院（蒲田本院）
- 東京都道311号環状八号線
- 東横INN本社
- 新蒲田一丁目複合施設「カムカム新蒲田」

### 駅ビル
2008年（平成20年）4月16日に「グランデュオ蒲田」として開業した。JR側の駅ビルは、2007年（平成19年）3月末まで蒲田ステーションビル株式会社（1963年（昭和38年）2月11日会社設立、2007年（平成19年）4月ジェイアール東日本商業開発株式会社に合併される）が運営していた。東口側に1962年（昭和37年）開業の「パリオ」が、西口側には1970年（昭和45年）開業の「サンカマタ」がそれぞれ営業していた。双方とも老朽化・陳腐化が激しくなり、バリアフリーの対応についても不充分であったため、JR蒲田駅改修に併せ、2007年8月1日から全館一斉休業して、両館を統合させると共に、大規模改修工事に着手した。
西口の東急側には東急プラザ 蒲田がある。一部フロアはグランデュオ蒲田西館と接続しており、行き来が可能である。

## バス路線

### 東口
東口発着の路線バスは、共同運行路線（川崎・蒲田 - TDR線）を除き、全て京浜急行バスが運行している。なお、毎年8月に開催される大連合蒲田祭では東口一帯が交通規制されるため、バス乗降場と運行経路が変更となる。以前は蒲田祭開催時の他、毎週日曜日中にも歩行者天国の関係で交通規制があり、バス乗降場と運行経路の変更を伴っていたが、現在は歩行者天国は実施されていない。
以前は、川崎市に所在したいすゞ自動車川崎工場への路線バスや川崎競馬場への直行便なども運行されていた。1973年（昭和48年）3月までは、同じく京急グループで川崎市内の路線を担当する川崎鶴見臨港バスも共管で乗り入れていた。
現在、東口発着路線は「蒲35」「蒲36」「蒲67」「森50」系統が京浜急行バス大森営業所、それ以外は全て羽田営業所が運行する。
| のりば | 運行事業者   | 系統・行先                                                                     |
| ------ | ------------ | ------------------------------------------------------------------------------ |
| 0      | 京浜急行バス | - 蒲95（シャトルバス）：羽田空港 - 深夜早朝アクセスバス：羽田空港第3ターミナル |
| 1      | 京浜急行バス | - 蒲73：羽田車庫 - 蒲74：六郷神社 / 六郷橋 - 蒲75：大師橋下                    |
| 2      | 京浜急行バス | 森50：大森駅東口                                                               |
| 3      | 京浜急行バス | - 蒲40：天空橋駅 - 蒲41：羽田空港 - 蒲42：整備場 - 蒲43：羽田車庫              |
| 4      | 京浜急行バス | - 蒲30：羽田空港第2ターミナル - 蒲31：羽田空港 - 蒲32・蒲33：羽田車庫          |
| 5      | 京浜急行バス | - 蒲35：東糀谷六丁目 - 蒲36：森ヶ崎                                            |
| 6      | 京浜急行バス | 蒲67：大森東五丁目                                                             |

### 西口
西口発着の路線バスは全て東急バスが担当している。昭和40年代には川崎市内・横浜市内への、また1984年（昭和59年）2月までは目黒・世田谷両区への直通路線もあったが、いずれも廃止になっており現在は品川駅行が港区に入る以外は原則として大田・品川区内で完結する路線しかない。
現在、当駅を発着する東急バス路線担当は全て池上営業所である。以前は駒沢営業所や荏原営業所、川崎営業所（駒沢と川崎は廃止）、日吉営業所（現・東山田営業所）も乗り入れていた他、蒲15系統は一時期目黒営業所が担当していた時期があった。
| のりば | 運行事業者 | 系統・行先                                                 |
| ------ | ---------- | ---------------------------------------------------------- |
| 1      | 東急バス   | 蒲01：六郷土手                                             |
| 2      | 東急バス   | 蒲12：田園調布駅                                           |
| 3      | 東急バス   | - 品94：品川駅 - 井03：大井町駅 - 井03（入庫）：池上営業所 |

## 将来計画
当駅 - 京急蒲田駅間を結ぶ路線として新空港線（蒲蒲線）建設計画があり、その際に東急多摩川線が地下化され、新たな蒲田地下駅を設ける計画がある。池上線は地上（駅ホームは2F）に残り、東急多摩川線とは分離されるが、連絡通路新設が計画されている。

## 隣の駅
東日本旅客鉄道（JR東日本）
 京浜東北線
■快速・■各駅停車
大森駅 (JK 18) - 蒲田駅 (JK 17) - 川崎駅 (JK 16)
東急電鉄
 池上線
蓮沼駅 (IK14) - 蒲田駅 (IK15)
 東急多摩川線
矢口渡駅 (TM06) - 蒲田駅 (TM07)
- 1946年（昭和21年）まで矢口渡駅 - 当駅間に道塚駅が存在した。

### 記事本文